# متلازمة الحذف الصغير 17q12
متلازمة الحذف الصغير 17q 12 هي شذوذ صبغي نادر ينتج عن حذف كمية صغيرة من المادة الوراثية من منطقة معينة في الذراع الطويلة للصبغي 17. تتميز هذه المتلازمة بحذف الجين HNF1B، ما يؤدي إلى شذوذات وتكيسات كلوية وتؤهب للإصابة بالداء السكري، ولهذه المتلازمة أيضًا تأثير على القدرات المعرفية والحالة العصبية، ويمكن اعتبارها عاملًا جينيًا مؤهبًا للإصابة بمرض التوحد والفصام.

## الأعراض
تتراوح أعراض هذه المتلازمة من البسيطة أو الغائبة كليًا إلى أعراض شديدة تسبب إعاقة كاملة للمريض. يُعتقد أن أغلب الإصابات بهذه المتلازمة تكون غير مشخصة لأنها تكون غير عرضية. أكثر الأعراض المميزة: الخراجات الكلوية وأعراض الداء السكري، لكن أغلب الأشخاص المصابين بالمتلازمة لديهم وظيفة كلوية طبيعية، رغم أن 85 – 90% من المصابين لديهم تشوهات كلوية.
يمتلك الأشخاص الذين يعانون من المتلازمة نمطًا ظاهريًا مميزًا للوجه وإن كان خفيًا لا يمكن ملاحظته عادةً في الحياة اليومية. يعد تضخم الرأس شائعًا مع تقوس الحاجبين وتسطح الجبين، ومن الشائع أن يكون المصاب قصير القامة.
ترتبط هذه المتلازمة بأعراض عصبية وإدراكية متفاوتة الشدة، إذ يعاني بعض المصابين من إعاقة ذهنية خفيفة إلى متوسطة، ولكن أغلب المصابين يتمتعون بمعدل ذكاء متوسط إلى المتوسط المنخفض، ومن الشائع تأخر الكلام بغض النظر عن الأداء الفكري. الارتباط الأكثر لفتًا للانتباه بين المتلازمة والنمو العصبي هو الانتشار المتزايد لاضطراب طيف التوحد عند المصابين مع زيادات كبيرة في تشخيص التوحد لديهم، ولذلك تعتبر هذه المتلازمة أحد الأسباب الجينية الرئيسية لاضطرابات طيف التوحد. يعتبر الفصام أيضًا من المضاعفات النفسية الهامة للمتلازمة، إذ يُقدر أن هذه المتلازمة موجودة عند حوالي 1 من بين كل 1600 شخص مصاب بالفصام، مقارنة بمعدل 1 من بين كل 50000 شخص طبيعي.
ترتبط هذه المتلازمة أيضًا بمجموعة من تشوهات الجهاز التناسلي خاصة عند الإناث، مثل عدم تكون قناة مولر والتي تؤدي لغياب الرحم وجزء من القناة المهبلية.

## الأسباب
تعد هذه المتلازمة اضطرابًا وراثيًا سائدًا، إذ تكفي نسخة واحدة من الطفرة للتسبب بحدوث الحالة، ومع ذلك فمعظم الطفرات عفوية لا توجد عند والدي الشخص المصاب، وقد بينت الدراسات أن 75% من هذه الطفرات عفوية و25% موروثة. إن الأشخاص الذين يعانون من هذه المتلازمة ويتمتعون بخصوبة طبيعية لديهم فرصة بنسبة 50% لنقل المتلازمة لأطفالهم، ويبدو أن العوامل البيئية ليس لها دور في حدوث المتلازمة.

## التشخيص
تشخص هذه المتلازمة عن طريق تقنيات التألق المناعي، ونادرًا ما يكون التنميط النووي التقليدي الذي يستخدم في تشخيص الاضطرابات الصبغية الرئيسية حساسًا بدرجة كافية لاكتشاف الحذف الصغير.

## العلاج
متلازمة الحذف الصغير هي اضطراب وراثي فطري، ولا يمكن علاجه بشكل جذري، ولذلك يكون العلاج عرضيًا وداعمًا. بما أن الاضطرابات الكلوية شائعة عند المصابين بهذه المتلازمة فيجب إجراء مراقبة روتينية لوظائف الكلى، لا سيما عند الأشخاص الذين يتناولون أدوية يحتمل أن تكون سامة للكلى مثل الليثيوم. كذلك فإن زيادة خطر الإصابة بمرض السكري يتطلب مراقبة صارمة، بالإضافة لمراقبة الحالة العصبية للمرضى.

## علم الأوبئة
لا يمكن تحديد مدى انتشار متلازمة الحذف الصغير بدقة، ومن المحتمل أن تكون معدلات التشخيص ناقصة. يُقدر أن المتلازمة تحدث عند حوالي 1 من كل 600 شخص مصاب بالتوحد وعند 1 من كل 1600 مصاب بالفصام، ولكنها نادرة جدًا في عموم البشر. يُقدر معدل الانتشار العام للمتلازمة ما بين 1 من كل 14000 شخص إلى 1 من كل 62500 شخص.